# Capl
CAPL (sigla em inglês para Communication Access Programming Language) é uma linguagem de programação criada e mantida pela empresa Vector Informatik GmbH.
CAPL é muito usada pelos fabricantes de módulos automotivos em comunicação em rede CAN.